# Reinhold Rainer
Reinhold Rainer (Vipiteno, 29 agosto 1973) è un ex slittinista italiano.

## Biografia
Ha esordito in Coppa del Mondo nella stagione 1993/94, ha conquistato il primo podio, nonché la prima ed unica vittoria, il 13 dicembre 2003 nel singolo a Park City. In classifica generale si è classificato al terzo posto nel singolo nel 2006/07.
Ha partecipato a quattro edizioni consecutive dei Giochi olimpici invernali: a Nagano 1998 ha ottenuto l'ottava piazza, quattro anni più tardi si è classificato dodicesimo a Salt Lake City 2002 e nuovamente all'ottavo posto a Torino 2006; ha partecipato alla sua ultima edizione olimpica a Vancouver 2010, terminata in ventunesima posizione.
Ai campionati mondiali ha ottenuto diversi piazzamenti di rilievo, classificandosi, tra le altre volte, al quinto posto a Cesana 2011, nella sua ultima apparizione iridata prima del ritiro dall'attività agonistica, nonché due volte sesto a Nagano 2004 ed a Igls 2007.
Anche nelle rassegne continentali vanta alcuni importanti piazzamenti quali il quarto posto a Winterberg 2006 o la sesta piazza a Oberhof 2004.

## Palmarès

### Coppa del Mondo
- Miglior piazzamento in classifica generale nel singolo: 3° nel 2006/07.
- 4 podi (tutti nel singolo):
  - 1 vittoria;
  - 1 secondo posto;
  - 2 terzi posti.

#### Coppa del Mondo - vittorie
| Data             | Luogo     | Paese       | Disciplina |
| ---------------- | --------- | ----------- | ---------- |
| 13 dicembre 2003 | Park City | Stati Uniti | Singolo    |